# Chloe Bibby
Chloe Louise Bibby (ur. 15 czerwca 1998 w Horsham) – australijska koszykarka grająca na pozycjach niskiej skrzydłowej lub silnej skrzydłowej. 
W sezonie 2023/2024 zawodniczka polskiego klubu Basket Ligi Kobiet – AZS AJP Gorzów Wielkopolski.

## Osiągnięcia
Stan na 16 marca 2024, na podstawie, o ile nie zaznaczono inaczej.

### Drużynowe
- Wicemistrzyni Polski (2024)[3]

### Indywidualne
- MVP:
  - sezonu OBLK (2024)[4]
  - miesiąca OBLK (październik 2023, styczeń 2024)[5][6]
  - kolejki OBLK (3, 13 – 2023/2024)[7][8]
- Zaliczona do I składu:
  - OBLK (2024)[9]
  - kolejki OBLK (1, 3, 4, 9, 13 – 2023/2024)[10][11][12][13][14]
- Liderka sezonu zasadniczego OBLK w średniej punktów (2024 – 22,1)[15]

### Reprezentacja
Seniorek
- Brązowa medalistka mistrzostw Azji (2023)